# Erebus deochrata
Erebus deochrata là một loài bướm đêm trong họ Erebidae.